# Lisa Ajax
Lisa Kristina Ajax (Järfälla, 1998. augusztus 13. – ) svéd énekesnő, a Melodifestivalen döntőjének résztvevője 2016-ban, 2017-ben, 2019-ben és 2024-ben.

## Pályafutása
Az Allt som jag har című dalával részt vett 2012-ben a Lilla Melodifestivalenen, ami a Junior Eurovíziós Dalfesztivál svédországi előválogatója volt.
Ajax a 2014-es Idol-ban aratott győzelmét követően kezdte meg pályafutását. Ötször szerepelt eddig a Melodifestivalenen, és három alkalommal bejutott a döntőbe.
2016-ban vett részt először a válogatóműsorban. Ekkor a My Heart Wants Me Dead című dalával megnyerte a harmadik elődöntőt Norrköpingben. A döntőt március 12-én rendezték, ahol fellépési sorrendben másodikként lépett fel. A szavazás során a nemzetközi zsűrinél a hetedik helyen végzett 23 ponttal, míg a nézők szavazatai alapján a tizedik helyezett lett 33 ponttal. Összesítésben 56 pontot szerzett és a hetedik helyen zárta a versenyt.
2016. november 30-án vált hivatalossá, hogy Ajax bekerült a Melodifestivalen következő évi mezőnyébe. I Don't Give A című versenydalát először a február 11-i második elődöntőben adta elő Malmőben. Az elődöntőben a harmadik helyezést érte el, így továbbjutott a második esély fordulóba, ahol Axel Schylströmmel szemben továbbjutott a döntőbe. A döntőt március 11-én rendezték, ahol fellépési sorrendben harmadikként lépett fel. A szavazás során a nemzetközi zsűrinél a kilencedik helyen végzett 16 ponttal, míg a nézők szavazatai alapján az utolsó helyezett lett 30 ponttal. Összesítésben 46 pontot szerzett, és a kilencedik helyen végzett.
2018. november 27-én jelentette be az SVT, hogy az énekesnő Torn című dala is résztvevője lesz a 2019-es Melodifestivalen mezőnyének. Először 2019. február 23-án, a negyedik elődöntőben lépett fel Lidköpingben. Itt a harmadik helyezett lett, így a második esély fordulóba jutott tovább, ahol Martin Stenmarckkal szemben továbbjutott a döntőbe. A március 9-i döntőben másodikként adta elő a dalát, ahol a szavazáson 62 pontot sikerült összegyűjtenie (39-et a nemzetközi zsűriktől, 23-at a nézőktől kapott), így összesítésben ezúttal is a kilencedik helyen végzett.
Legközelebb 2022-ben vett részt a svéd eurovíziós válogatóműsorban. Ekkor Niellóval közösen a Tror du att jag bryr mig című dalt adták elő. 2022. február 12-én a második válogatóban szerepeltek, azonban az utolsó helyen végeztek, és nem jutottak tovább a versenyben. Szintén ebben az évben részt vett a hírességek kategóriájában a TV4 Let's Dance című műsorában.
2023. december 1-jén jelentette be az SVT, hogy az énekesnő bejutott a versenydalával a Melodifestivalen következő évi mezőnyébe. Az Awful Liar című versenydalát először a február 3-án rendezendő első elődöntőben adta elő Malmőben. A szavazás során 86 ponttal a második helyen végzett, így továbbjutott a március 9-i döntőbe, ahol a szavazáson 37 pontot sikerült összegyűjtenie (26-ot a nemzetközi zsűriktől és 11-et a nézőktől kapott), mellyel összesítésben a tizenegyedik helyen végzett.
Lánya, Junie Ajax Huss 2024. június 3-án született meg.

## Diszkográfia

### EP-k
- Unbelievable (2014)
- Collection (2017)

### Kislemezek
- Love Run Free (2014)
- Unbelievable (2014)
- Blue Eyed Girl (2015)
- My Heart Wants Me Dead (2016)
- Give Me That (2016)
- Love Me Wicked (2016)
- I Don't Give A (2017)
- Number One (2017, Atléval közösen)
- Think About You (2018)
- Torn (2019)
- Jag måste (2020)
- Tror du att jag bryr mig (2022, Niellóval közösen)
- Awful Liar (2024)